# Lampanyctus photonotus
Lampanyctus photonotus är en fiskart som beskrevs av Parr 1928. Lampanyctus photonotus ingår i släktet Lampanyctus och familjen prickfiskar. Inga underarter finns listade i Catalogue of Life.